# JLC
JLC SA este una dintre cele mai mari companii producătoare de lactate din Republica Moldova. Inițial, lactatele erau produse manual, inclusiv untul și smântâna. În 1950 uzina a fost mecanizată, iar peste 4 ani uzina a fost reconstruită. Pe parcursul anilor s-a extins capacitatea de producere și sortimentul lactatelor.
În cadrul companiei JLC funcționează secția de producere a laptelui integral, secția de brânză și secția de îmbuteliere a apei. Întreprinderea prduce mai mult de 50 de branduri de produse de lactate și alte 13 de apă și băuturi.
În anul 2013, volumul de producere în expresie naturală a crescut cu 5,5 % față de anul 2012 și a atins 386 mil. lei în expresie valorică. La întreprindere muncesc 950 lucrători, iar salariul mediu constituie 6000 lei pe lună.

## Extindere
Compania a creat ferme de vaci proprii, care să asigure compania cu materie primă și volum suficient pentru întreg an calendaristic. În acest scop, în anul 2004, grupul de companii „JLC” a preluat gospodăria agricolă „Agro-Maiac” din satul Rujnița, raionul Ocnița, unde s-a construit practic de la  zero, care în anul curent (2014) deja a ajuns la nivelul de producere a 10 tone de lapte pe zi.
De asemenea, în anul 2012, a fost procurat unul dintre cele mai mari complexe de vite cornute „Corlăteanca” amplasat în apropierea municipiului Bălți. La momentul actual aici se efectueaza lucrări de reconstrucție și relansare a fermei de vaci. 